# Élymos
Dans la mythologie grecque, Élymos (en grec ancien Ἔλυμος) est l'un des fils bâtards d'Anchise, prince troyen, héros éponyme des Élymes.
Il est l'un des Troyens qui parvient à fuir la ville au moment de sa chute. Avec son frère Éryx, il voyage jusqu'en Sicile où, avec l'aide d'Énée, il fonde les villes d'Acesta et d'Élime.

## Sources
1. ↑  La ville est appelée Ségeste par les Romains et Égeste par les Grecs